# Carnia (Venzone)
Carnia (Cjargne in friulano) è una frazione del comune di Venzone, in provincia di Udine, in Friuli-Venezia Giulia: situata ad un'altitudine di 259 m s.l.m., conta circa 400 abitanti.

## Geografia fisica

### Territorio
Carnia è principalmente circondata da montagne. In direzione sud, verso Venzone, si trova il monte San Simeone. A ovest si trova il monte Amariana (1 906 m s.l.m.). A est si trova il monte Plauris (1 958 m s.l.m.) che è anche il monte più alto delle Prealpi Giulie. A est si trova anche il monte di Tugliezzo. A nord invece proseguono le Prealpi Giulie. Al confine tra il comune di Venzone e di Amaro si trova il fiume Fella (54 km) che a Venzone affluisce nel Tagliamento. Carnia dista poco meno di 5 km dal capoluogo comunale.

### Clima
Il clima di Carnia può essere definito sia temperato sia alpino. La temperatura media in una giornata d'inverno è quasi sempre maggiore dello 0 °C, mentre la temperatura media di una giornata estiva non supera quasi mai i 25-30 °C. Le precipitazioni non sono abbondanti anche se piove per circa 100-150 giorni all'anno. Durante i mesi invernali a Carnia soffia un vento da nord.

## Storia
Storicamente piccola località montana di passaggio e di sosta, in quanto posta al crocevia tra la Carnia con le Alpi Carniche e la Valcanale con le Alpi Giulie. Il paese si sviluppò notevolmente in seguito al 1879, quando entrò in funzione la ferrovia Udine-Pontebba. Per la sua posizione centrale, la località fu scelta come scalo principale del territorio della Carnia.
Durante la seconda guerra mondiale la stazione ferroviaria di Carnia è stata uno dei passaggi principale dei convogli tedeschi che deportavano gli Ebrei nei lager della Germania. Distrutta durante il conflitto, fu ricostruita in differente sede.
Come per tutta la fascia limitrofa a Carnia e quindi ai comuni di Venzone e Gemona del Friuli, Carnia ha subito molti danni nel terremoto del 6 maggio 1976.

## Monumenti e luoghi d'interesse
La chiesa parrocchiale di San Pietro Apostolo, risalente al XIX secolo, venne distrutta dal sisma del 1976 e ricostruita successivamente in stile contemporaneo. L'edificio è stato consacrato il 10 ottobre 1998. All'interno, la chiesa conserva un'acquasantiera in noce e l'opera scultorea sempre in noce della Crocifissione, entrambi opera dello scultore locale Franco Maschio. Un mosaico raffigurante San Pietro è stato realizzato da Luigi Mirolo.
A Carnia c'erano due caserme militari, di cui una costruita al tempo dell'occupazione francese sulla quale c'è incisa una frase. L'altra caserma è ora in disuso perché ora è in uso la Caserma Feruglio di Venzone, sede dell 8º Reggimento alpini.

## Infrastrutture e trasporti

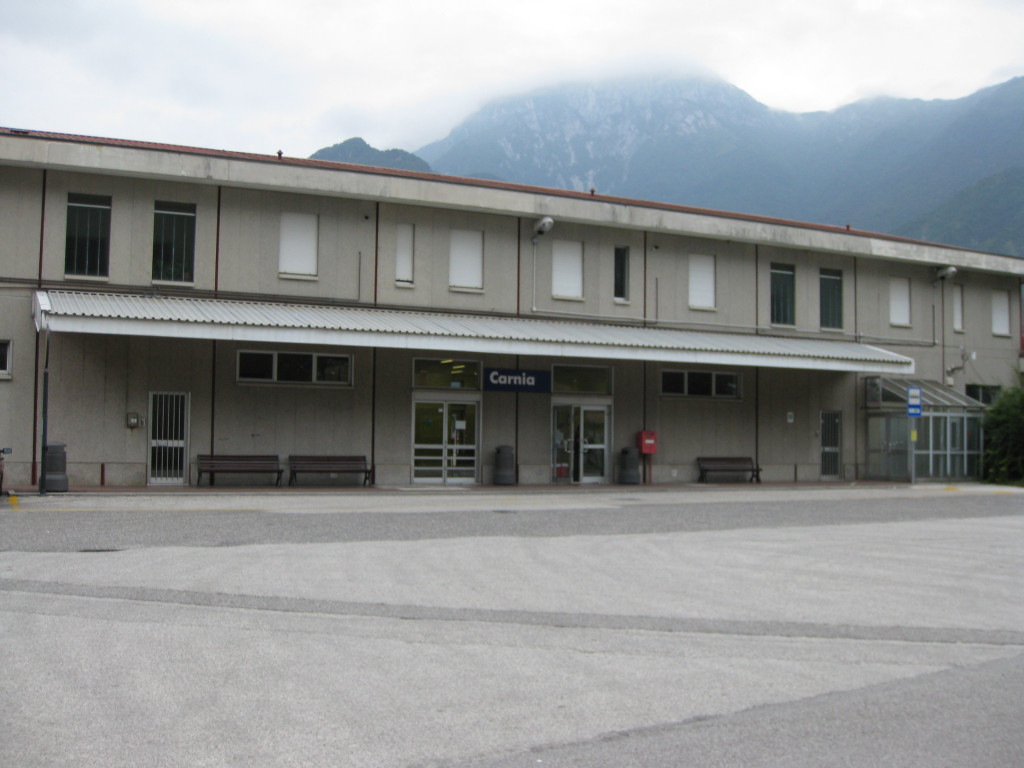
La stazione di Carnia con sullo sfondo il monte Amariana

La stazione di Carnia, situata sulla ferrovia Pontebbana, serva il paese e il territorio limitrofo.
Nella frazione passa inoltre la strada statale 13 Pontebbana ed inizia la strada statale 52 Carnica. Nei paraggi della frazione passa l'autostrada A23, che presenta l'uscita Carnia-Tolmezzo.

## Economia
Nella zona confinante con i comuni di Amaro e Moggio si trova la zona industriale di Carnia. Tra queste industrie si trova un importante fabbrica di pannelli di legno e uno scatolificio. Dall'altra parte della ferrovia si trovano molte coltivazioni. Tra questi sono frequenti le colture di mais e soia. Quest'ultima però da quando è stata importata ha anche attirato molte cimici.